# Herculândia
Herculândia este un oraș în São Paulo (SP), Brazilia.